# Llista de les reserves índies més grans
Aquesta és la llista de les 50 reserves més grans dels Estats Units més grans per àrea, i inclou totes les que són majors de 800 km². Àrea es defineix com totes les àrees incloses en sectors censals tribals per l'Oficina del Cens, i inclou tant aigua com les zones terrestres.
Aquestes 50 reserves comprenen el 92.925% (271.087,96 km² de 291.729,22 km²) de tot el territori de reserves indígenes en els Estats Units, i el 64,66% (610.621 dels 944.317) de la seva població resident.
Hi ha 311 reserves reconegudes federalment en 33 estats, a més de quatre àrees d'ús comú, que són compartides pels membres de les seves tribus adjacents. Les dues reserves més petites són el Seminole Trust Land al Comtat de Broward (Florida) en 0.005175 km², i la Ranxeria Likely al Comtat de Modoc (Califòrnia), en 0,006236 km².
| Reserva                            | Estat(s)                         | Àrea (en km²)* | Població**    |
| ---------------------------------- | -------------------------------- | -------------- | ------------- |
| Reserva índia Navajo               | Arizona / Nou Mèxic / Utah       | 62.409,12      | 180.462       |
| Reserva índia Uintah i Ouray       | Utah                             | 17.677,74      | 19.182        |
| Reserva índia Tohono O'odham       | Arizona                          | 11.535,22      | 10.787        |
| Reserva índia de Cheyenne River    | Dakota del Sud                   | 11.446,64      | 8.470         |
| Reserva índia de Standing Rock     | Dakota del Sud / Dakota del Nord | 9.486,19       | 8.250         |
| Reserva índia Crow                 | Montana                          | 9.340,89       | 6.894         |
| Reserva índia Wind River           | Wyoming                          | 9.147,86       | 23.250        |
| Reserva índia de Pine Ridge        | Dakota del Sud / Nebraska        | 8.993,53       | 15.521        |
| Reserva índia de Fort Peck         | Montana                          | 8.552,69       | 10.321        |
| Reserva índia de San Carlos        | Arizona                          | 7.582,00       | 9.385         |
| Reserva índia Fort Apache          | Arizona                          | 6.814,67       | 12.429        |
| Reserva Hopi                       | Arizona                          | 6.558,69       | 6.946         |
| Reserva índia Blackfeet            | Montana                          | 6.217,72       | 10.100        |
| Reserva índia Osage                | Oklahoma                         | 5.966,80       | 44.437        |
| Reserva índia Yakama               | Washington                       | 5.665,75       | 31.799        |
| Reserva índia de Colville          | Washington                       | 5.659,60       | 7.587         |
| Reserva índia de Flathead          | Montana                          | 5.328,50       | 26.172        |
| Reserva índia de Rosebud           | Dakota del Sud                   | 5.114,06       | 20.762 (2003) |
| Reserva índia de Hualapai          | Arizona                          | 4.155,81       | 1.353         |
| Reserva índia de Fort Berthold     | Dakota del Nord                  | 4.099,10       | 5.915         |
| Reserva índia de Lake Traverse     | Dakota del Sud / Dakota del Nord | 3.906,95       | 10.408        |
| Reserva índia de Jicarilla         | Nou Mèxic                        | 3.541,35       | 2.755         |
| Reserva índia de Leech Lake        | Minnesota                        | 3.392,65       | 10.205        |
| Reserva índia de Red Lake          | Minnesota                        | 3.259,81       | 5.162         |
| Reserva índia Nez Percé            | Idaho                            | 3.119,18       | 17.959        |
| Reserva índia de White Earth       | Minnesota                        | 3.022,15       | 9.192         |
| Reserva índia Southern Ute         | Colorado                         | 2.754,14       | 11.159        |
| Reserva índia Warm Springs         | Oregon                           | 2.651,58       | 3.314         |
| Reserva índia de Fort Belknap      | Montana                          | 2.637,56       | 2.959         |
| Reserva índia Ute Mountain Ute     | Colorado / Nou Mèxic / Utah      | 2.333,27       | 1.687         |
| Reserva índia de Fort Hall         | Idaho                            | 2.216,00       | 5.762         |
| Reserva índia de Laguna Pueblo     | Nou Mèxic                        | 2.014,80       | 3.815         |
| Reserva índia de Zuni              | Nou Mèxic / Arizona              | 1.878,98       | 7.758         |
| Reserva índia de Pyramid Lake      | Nevada                           | 1.878,00       | 1.734         |
| Reserva índia de Mescalero         | Nou Mèxic                        | 1.862,94       | 3.156         |
| Reserva índia de Northern Cheyenne | Montana / Dakota del Sud         | 1.831,43       | 4.470         |
| Reserva índia de Yankton           | Dakota del Sud                   | 1.772,60       | 6.500         |
| Reserva índia d'Acoma Pueblo       | Nou Mèxic                        | 1.541,44       | 2.802         |
| Reserva índia de Gila River        | Arizona                          | 1.512,49       | 11.257        |
| Reserva índia de Spirit Lake       | Dakota del Nord                  | 1.492,18       | 4.435         |
| Reserva índia de Coeur d'Alene     | Idaho                            | 1.390,23       | 6.551         |
| Reserva índia de Walker River      | Nevada                           | 1.376,89       | 853           |
| Reserva índia de Crow Creek        | Dakota del Sud                   | 1.194,35       | 2.225         |
| Reserva índia de Duck Valley       | Idaho / Nevada                   | 1.172,02       | 1.265         |
| Reserva índia de Colorado River    | Arizona / Califòrnia             | 1.137,55       | 9.201         |
| Reserva índia de Lower Brulé       | Dakota del Sud                   | 1.009,11       | 1.353         |
| Reserva índia de Menominee         | Wisconsin                        | 934,78         | 3.225         |
| Reserva índia d'Isleta Pueblo      | Nou Mèxic                        | 857,66         | 3.166         |
| Reserva índia de Quinault          | Washington                       | 840,03         | 1.370         |
| Reserva índia d'Omaha              | Nebraska / Iowa                  | 803,28         | 5.194         |